# Pléhédel
 Pléhédel  (en bretón Plehedel) es una población y comuna francesa, situada en la región de Bretaña, departamento de Côtes-d'Armor, en el distrito de Saint-Brieuc y cantón de Plouha.

## Demografía
| 1288 | 1134 | 1185 | 1200 | 1085 | 1122 |
| Para los censos de 1962 a 1999 la población legal corresponde a la población sin duplicidades (Fuente: INSEE [Consultar]) |      |      |      |      |      |